# Miscophus ater
Miscophus ater (лат.) — вид песочных ос рода Miscophus из подсемейства Crabroninae (триба Miscophini).

## Распространение
Палеарктика. Европа, повсюду (редко встречается в Южной Европе), Азербайджан. Сибирь (Алтай, Иркутская область), Дальний Восток (Амурская область, Приморский край), Европа, Северная Африка, Азербайджан, Турция, Иран, Казахстан.

## Описание
Длина тела около 3,7—5,6 мм. Основная окраска тела чёрная. Мандибулы светло-красноватые. Скутум с мелкой и густой пунктировкой, пунктуры слабо вдавлены, образуя мелкую гребенчатую сеть. Лоб с медным отливом. Лоб слегка выпуклый. Нижняя часть мезоплевр пунктирована или микроскульптурирована. Эпискробальная область мезоплевр, по крайней мере, в передней части, с некоторыми пунктурами и отделена от нижней части мезоплевр отчётливой припухлостью. Дорс проподеума отличается, у большинства экземпляров менее блестящий и с более неравномерной полосатостью. Апикальный клипеальный край разделён на три части.

## Таксономия
Вид был впервые описан в 1845 году французским энтомологом Амедеем Луи Мишелем Лепелетье по типовым материалам из Европы. Включён в состав группы видов M. bicolor, которая характеризуется следующими признаками: проподеальная поверхность и бока бороздчатые или сотовые, скульптурные, с блестящими промежутками; скапус у большинства видов чёрный.